# Halle-Buizingen
La Halle-Buizingen era una cursa ciclista femenina que es disputa anualment pel municipi de Halle, a Bèlgica, del 2010 al 2012.

## Palmarès
| Any  | Vencedora     | Segona           | Tercera          |
| ---- | ------------- | ---------------- | ---------------- |
| 2010 | Jennifer Hohl | Désirée Ehrler   | Sanne Bamelis    |
| 2011 | Martine Bras  | Liesbet De Vocht | Ludivine Henrion |
| 2012 | Chloe Hosking | Emma Johansson   | Liesbet De Vocht |